# Philip Robinson
Philip Robinson (ur. 17 maja 1932 roku w Borrowash) – brytyjski kierowca wyścigowy.

## Kariera
Robinson rozpoczął międzynarodową karierę w wyścigach samochodowych w 1961 roku od startów w Grand Prix Monako, którego jednak nie ukończył. W późniejszych latach Brytyjczyk pojawiał się także w stawce Glover Trophy, Lombank Trophy oraz Europejskiej Formuły 2.
W Europejskiej Formule 2 Brytyjczyk wystartował w czterech wyścigach sezonu 1967. Z dorobkiem dwóch punktów uplasował się na trzynastym miejscu w końcowej klasyfikacji kierowców.